# Rostrokonchy
Rostrokonchy (Rostroconchia) je vymřelá třída mlžů. Jsou známy od spodního kambria po perm. Stratigraficky jsou jejich fosilie nevýznamné. Představují spojovací článek od přílipkovců k mlžům a kelnatkám.

## Klasifikace
Rostrokonchy se dělí na celkem tři řády:
- †Anetshelloida
  - Anetshellidae (Mazaev, 2012)

- †Conocardiida (Newell, 1965)
  - čeleď: Bransoniidae (Pojeta & Runnegar, 1976)
  - čeleď: Conocardiidae (S. A. Miller, 1889)
  - čeleď: Eopteriidae (Miller, 1889)
  - čeleď: Hippocardiidae (Pojeta & Runnegar, 1976)
  - čeleď: Hippocardioidea
  - čeleď: Pseudobigaleaidae (Hoare, Mapes & Yancey, 2002)

- †Ribeirioida
  - čeleď: Ischiriniidae (Kobayashi, 1933)
  - čeleď: Ribeiriidae (Koboyashi, 1933)
  - čeleď: Technophoridae (Miller, 1889)